# Dobrava
Pour la localité slovène de la municipalité d'Izola, voir Dobrava.
Dobrava en serbe latin et Dobravë en albanais (en serbe cyrillique : Добрава) est une localité du Kosovo située dans la commune/municipalité de Leposavić/Leposaviq, district de Mitrovicë/Kosovska Mitrovica. Selon des estimations de 2009 comptabilisées pour le recensement kosovar de 2011, elle compte 194 habitants, dont une majorité de Serbes.

## Géographie
Dobrava/Dobravë est située à 5 km au sud de Leposavić/Leposaviq, sur la rive droite de la Dobravska reka, un affluent droit de l'Ibar. Elle fait partie de la communauté locale de Sočanica/Soçanicë.

## Démographie

### Évolution historique de la population dans la localité
| 1948 | 1953 | 1961 | 1971 | 1981 | 1991 | 2009 |
| ---- | ---- | ---- | ---- | ---- | ---- | ---- |
| 129  | 150  | 192  | 178  | 189  | 218  | 194  |

|  |